# 子ども安全リアル・ストーリー
『子ども安全リアル・ストーリー』（こどもあんぜんリアル・ストーリー）は、NHK Eテレで放送された教育番組。

## 概要
小学4年生から6年生を対象に、子供を狙った犯罪や子供の事故から自分の身を守る方法を教える番組。
また、何が危険で、どうすれば未然に防止できるかを解説する。
2015年から2017年まで不定期に10回放送され、2018年4月9日から2021年9月28日まで断続的にレギュラー番組として放送された（番組内容は不定期放送時代の再放送、ただし放送順は異なる）。

## 出演者
芦田愛菜
演 - 芦田愛菜
ヤギ太
声 - IKKAN

### 第1話
ミホ
演 - 原涼子
ユカ
演 - 石井心愛
シオリ
演 - 森萌々穂
（役名不明）
演 - 川嶋秀明
ミホの母
演 - 荻野みかん
男
演 - 篠田光亮

### 第2話
レオ
演 - 藤代隼人
ユウキ
演 - 福地叶成
ケンタロウ
演 - 大屋良介
かんとく
演 - 小林博
（役名不明）
演 - 隅倉啓美
（役名不明）
演 - 玉穂サッカー少年団

### 第3話
スグル
演 - 森山舞音人
ハナ
演 - 益田愛子
おばあさん。
スグルの父
演 - 瀬戸寛
スグルの母
演 - 大路恵美
ヒサミ。
警察官
演 - 犬塚征男
スグルの妹
演 - 大出心音
ハナの息子
演 - 村田星児
息子の妻
演 - 吉田粋美
店員
演 - 内堀照子
（役名不明）
演 - 牧野早記
（役名不明）
演 - 一谷昌秀
（役名不明）
演 - 花岡徹

## スタッフ
- 脚本 - 片桐絵梨子（第1 - 2話、第6話）、萩生田宏治（第3 - 5話）
- 医学監修 - 三宅康史（昭和大学医学部教授）（第2話）
- 取材協力 - 清永菜穂（第1話）、日本交通安全教育普及協会（第3話）
- 制作 - NHKエデュケーショナル
- 制作協力 - シャイカー（第1 - 2話）、リップル（第3話）
- 制作・著作 - NHK

## 放送リスト
| 回     | サブタイトル           | 初回放送日    |
| ------ | ---------------------- | ------------- |
| 第1回  | 連れ去り               | 2015年8月04日 |
| 第2回  | 熱中症                 | 8月05日       |
| 第3回  | 自転車事故             | 8月06日       |
| 第4回  | エレベーターで二人きり | 2016年8月01日 |
| 第5回  | 水の事故               | 8月02日       |
| 第6回  | 突然の災害～雷と大雨   | 8月03日       |
| 第7回  | 交通事故               | 2017年3月30日 |
| 第8回  | 学校内のケガ           | 3月31日       |
| 第9回  | 留守番の注意           | 8月09日       |
| 第10回 | 夜に出歩くと･･･        | 8月10日       |